# Římskokatolická farnost Ostrožská Lhota
Římskokatolická farnost Ostrožská Lhota je územní společenství římských katolíků s farním kostelem svatého Jakuba Staršího v děkanátu Uherské Hradiště.

## Historie farnosti
První písemná zmínka o Ostrožské Lhotě pochází z roku 1371. Obec byla tehdy latinsky nazývána Majori Lhota (česky Velká Lhota).
V roce 1421 byl výlučným vlastníkem Ostrožské Lhoty Hašek z Waldsheimu, který byl horlivým husitou a často se účastnil husitských válek. Je pravděpodobné, že doposud katoličtí obyvatelé vsi se po vzoru svého pána připojili k reformačnímu hnutí a bojovali spolu s husity. V rámci pobělohorské rekatolizace zde byl Martinidovou misií pravděpodobně v roce 1655 zbudován první kostel.
V roce 1670 byla na kopci nad obcí směrem k Blatnici, pod jejíž farnost tehdy Ostrožská Lhota náležela, zřízena kaple sv. Antonína Paduánského, čímž byly dány základy poutního místa Svatý Antonínek. Farníci z Ostrožské Lhoty včetně místních kněží se od té doby podílí na provozu tohoto místa, ačkoliv sama kaple dnes formálně leží těsně za hranicí jejich obce a osamostatněné farnosti.
Samostatná duchovní správa byla v Ostrožské Lhotě zřízena lokálií 21. listopadu 1765 přispěním lhotského rodáka Jana Maluše, kněze v sousední Blatnici pod Sv. Antonínkem, kam do té doby Ostrožská Lhota náležela. V roce 1784 zřízena kuracie a v roce 1867 fara.
Současný farní kostel byl postaven v pozdně barokním stylu roku 1908. Stojí na místě zbořeného kostela z roku 1832, jehož věž pocházela z předchozího kostela, který se v roce 1830 zhroutil. O stavbu současného kostela se zasloužili především tehdejší farář Antonín Man, nadučitel Antonín Jadrníček a poslanec Antonín Cyril Stojan. Spolu s kostelem byl jižně od něj vystavěn i nový oddělený hřbitov a přestalo se tak pochovávat okolo kostela.

## Duchovní správci
Současným (leden 2019) farářem je R. D. Mgr. Miroslav Reif.

## Bohoslužby
| Kostel                  | Místo           | Bohoslužba (den)                           | Hodina     | Poznámka     |
| ----------------------- | --------------- | ------------------------------------------ | ---------- | ------------ |
| svatého Jakuba Staršího | Ostrožská Lhota | neděle pondělí středa čtvrtek pátek sobota | 9.00 18.00 | farní kostel |

## Aktivity ve farnosti
Pravidelně se konají duchovní obnovy, biblické hodiny, setkání společenství, modlitby matek, výuka náboženství, při bohoslužbách zpívá schola mládeže i chrámový sbor. Na začátku školního roku se žehnají školní aktovky. Farnost je zapojena do projektu Noc kostelů.
Ve farnosti se pravidelně pořádá tříkrálová sbírka. V roce 2017 dosáhl výtěžek sbírky 40 174 korun.
V roce 2017 prošel farní kostel velkou rekonstrukcí. Dostal novou dlažbu, podlahové vytápění, nové lavice, byl přebudovaný presbytář. V listopadu 2017 posvětil biskup Josef Nuzík také nový oltář.
V září 2018 ve farnosti uděloval svátost biřmování biskup Antonín Basler. 

## Kněží pocházející z farnosti
V roce 1895 se v Ostrožské Lhotě narodil a 5. července 1921 byl vysvěcen na kněze Josef Bachan. Zemřel v roce 1967.
Z farnosti pochází rovněž Mons. ThDr. Antonín Šuránek, narozen 29. května 1902 v Ostrožské Lhotě, který působil jako spirituál olomouckého kněžského semináře, než mu začal být po zbytek života výkon kněžské služby znesnadňován komunistickým režimem. Zasloužil se o rozvoj mnoha církevních staveb a poutních míst, zejména domácího Svatého Antonínka. V důsledků započatého procesu kanonizace mu náleží titul Služebník Boží. Zemřel 3. listopadu 1982 v Petřkovicích, pohřben byl na ostrožskolhotském hřbitově. Jeho jméno nese i pastorační centrum zřízené v obci v sousedství fary v roce 2002 při příležitosti 100. výročí jeho narození.
Synovec Antonína Šuránka, Antonín Dominik, narozen 25. června 1914 v Ostrožské Lhotě, byl vysvěcen na kněze 5. července 1940. Doprovázel svého strýce Antonína Šuránka ke konci jeho života a sám pak přozil poslední léta svého života (zemřel 25. listopadu 2004) jako farář v rodné Ostrožské Lhotě.
Bratranec Antonína Dominika, Stanislav Šuránek, narozen 2. listopadu 1921 v Ostrožské Lhotě, byl vysvěcen na kněze 29. června 1948. Zemřel 15. října 1990.
Výrazem poděkování za kněžství těchto čtyř ostrožskolhotských kněží je tzv. Pavlišova studánka se sochou svatého Antonína vybudovaná v roce 1971 zedníkem Josefem Pavlišem při cestě z Ostrožské Lhoty na kopec k poutnímu místu Svatý Antonínek.
Dne 1. července 2000 měl primici ve farním kostele R. D. Mgr. Miroslav Bachan, který však po dlouhé nemoci 11. června 2005 zemřel a v Ostrožské Lhotě je pohřben.